# 제이엠로보틱스
제이엠로보틱스(JM Robotics 대표이사 김동진)는 인공지능 휴머노이드 로봇 분야 글로벌 1위 기업인 중국 유비테크 로보틱스(UBTECH ROBOTICS)사의 글로벌 제품기획(Product Planning) 파트너사다. 국내 OEM & ODM 개발과 유통에 대한 독점 파트너사로 인공지능 휴머노이드 로봇의 서비스 디자인 연구와 글로벌 시장 경쟁력 강화를 위한 로보틱스 지능개발 및 서비스 어플리케이션 개발에 집중하고 있는 전략적 파트너다.
제이엠로보틱스는 중국 유비테크의 다양한 로봇 솔루션을 국내에 제공하고 있다. 교육용 로봇 분야에서는 지무 로봇, 인공지능 로봇 분야에서는 교육과 엔터테인먼트용으로 알파 로봇 시리즈, 서비스 로봇 분야에서는 크루즈 로봇, 보안·순찰 분야에서는 아트리스(Atris) 로봇 등 설립 2년 밖에 안되었지만 국내에서 활발한 로봇사업을 펼치고 있다.
제이엠로보틱스는 다양한 국내 기업과의 협력을 강화하고 있다. 최근 현대에이치티, 유라이프 솔루션즈와 AI휴머노이드 로봇 활용 스마트홈 네트워크 구축 업무협약을 체결했다. 이를 통해 제이엠로보틱스가 공급하고 있는 인공지능 로봇을 이용해 AI로봇 기반 홈네트워크 서비스 개발 프로젝트인 '2H 프로젝트(Home & Human)'를 진행하기로 했다. 또한 AIoT 역량개발 전문기업 칸파(주)와 인공지능 휴머노이드 로봇 활용 K-12 기반 AIoT 소프트웨어 교육 프로그램 개발에 협력하기로 했다.

## 수상
2021년 로봇신문에 의해 '올해의 대한민국 로봇기업(Korea Robot Company of the Year 2021)'에 선정되었다.

1. ↑  “로봇신문 '2021 올해의 대한민국 로봇기업' 선정”. 2021년 12월 4일에 원본 문서에서 보존된 문서. 2021년 12월 4일에 확인함.